# Liga de Béisbol del Noroeste de México 2010-2011
La Temporada 2010-2011 fue la edición número 11 de la Liga de Béisbol del Noroeste de México, denominada José Luis "Canalla" García, que dio inicio el 20 de octubre de 2010 con la participación de 6 equipos. Los Delfines de Puerto Vallarta suplieron a los desaparecidos Broncos de Tecuala.
Los Tabaqueros de Santiago se coronaron campeones al derrotar en la Serie Final a los Cachorros de Acaponeta por 4 juegos a 1.

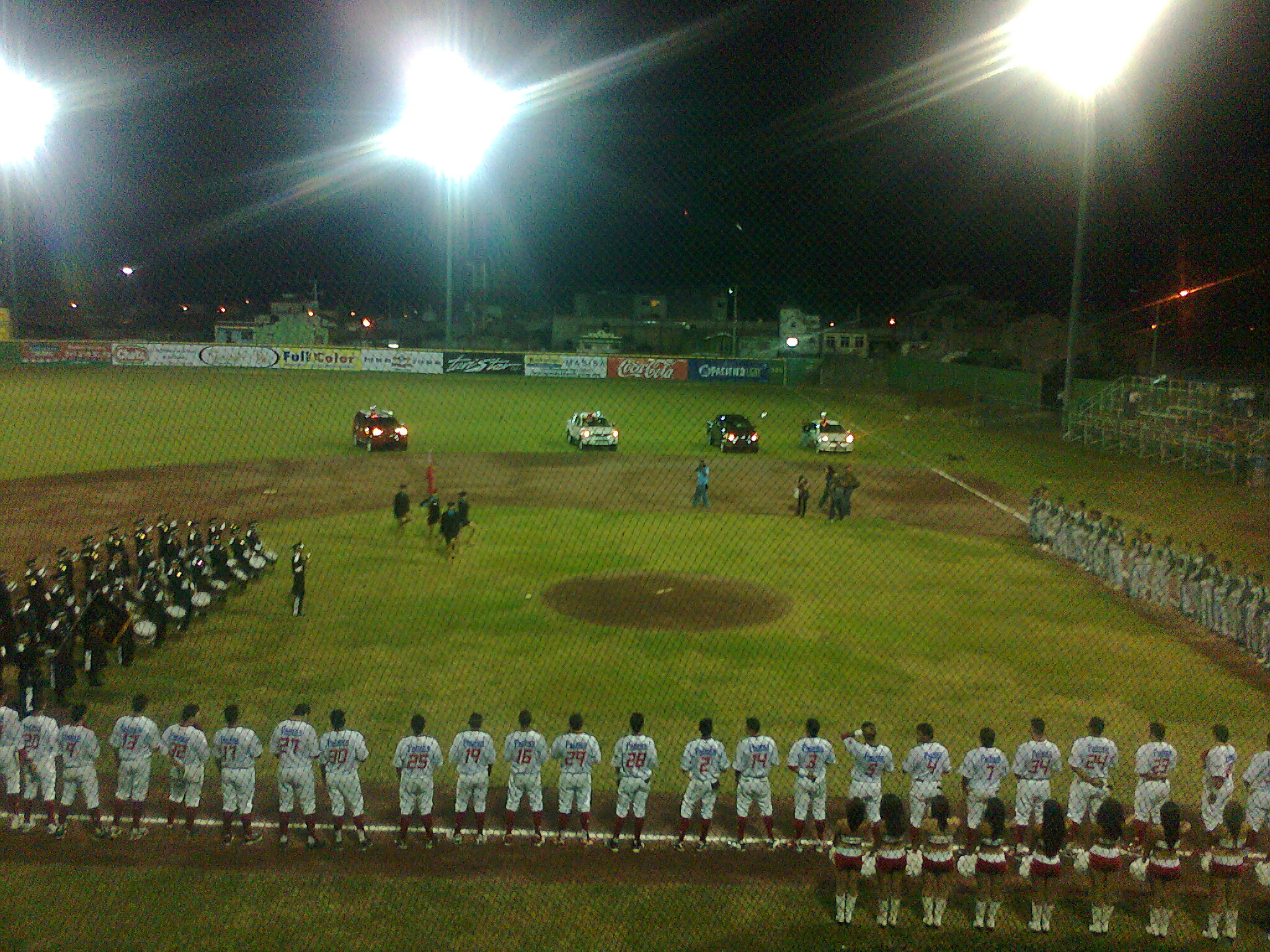
Inauguración de la Temporada en Tepic, contra Santiago.

## Equipos participantes
| Liga de Béisbol del Noroeste de México 2010-2011 |                             |
| Equipo                                           | Sede                        |
| Cachorros de Acaponeta                           | Acaponeta, Nayarit          |
| Coqueros de Tuxpan                               | Tuxpan, Nayarit             |
| Delfines de Puerto Vallarta                      | Puerto Vallarta, Jalisco    |
| Diablos Rojos Universitarios de Tepic            | Tepic, Nayarit              |
| Pureros de Compostela                            | Compostela, Nayarit         |
| Tabaqueros de Santiago                           | Santiago Ixcuintla, Nayarit |